# Агар, Джон (актёр)
Джон Джордж Агар - младший (англ. John George Agar, Jr.; 31 января 1921[…], Чикаго, Иллинойс — 7 апреля 2002, Бербанк, Калифорния) — американский актёр фильмов категории B. Известность получил участием в таких картинах, как «Пески Иводзимы», «Форт Апачи», «Она носила жёлтую ленту», «Тарантул», «Нападение людей-кукол». Был первым мужем актрисы Ширли Темпл.

## Биография
Джон Агар родился в Чикаго, в семье упаковщика мяса Джона Агара-старшего и его жены Лилиан (урождённая Роджерс). Он получил образование в подготовительной школе Тринити-Паулинг в Тринити, Гарвардской школе для мальчиков в Чикаго и академии Лейк-Форест в Иллинойсе. После смерти Джона Агара-старшего в 1942 году семья переехала из Чикаго в Лос-Анджелес. Во время Второй мировой войны служил в Военно-воздушных силах Армии США на военной базе Марч-Филд в Риверсайде, Калифорния. Демобилизовался в 1946 году в звании сержанта.

## Кинокарьера
В 1945 году Агар подписал контракт сроком на пять лет с продюсером Дэвидом Селзником, куда были включены уроки актёрского мастерства. По условиям контракта Джон получал гонорар в 150 долларов в неделю. Первыми работами актёра стали фильмы «Форт Апачи» и «Приключения в Балтиморе», в которых принимала участие жена Агара, Ширли Темпл. Позже актёр снялся в коммерчески успешных «Она носила жёлтую ленту» и «Пески Иводзимы». 
Карьера актёра сильно пострадала из-за развода с Темпл в 1950 году, а в 1952 году Селзник расторг с Агаром контракт после того, как последнего арестовали за вождение в пьяном виде. С этого момента он снимался только в низкобюджетной научной фантастике, вестернах и фильмах ужасов. В последующие годы активно работал на телевидении.

## Личная жизнь
С Ширли Темпл Агар познакомился, когда сопровождал её на вечеринку Дэвида Селзника в 1944 году (сестра Агара была школьной подругой Темпл), в следующем году они поженились. В браке у супругов родилась дочь Линда Сьюзан Агар. Но брак оказался непрочным (что было вызвано как алкогольными проблемами Агара, так и давлением со стороны общества из-за их социального статуса) и в 1949 году Темпл подала на развод и восстановила свою девичью фамилию. Второй женой актёра стала модель Лоретта Барнетт Комбс (1922—2000). В браке у них родилось двое сыновей.

## Смерть
Джон Агар скончался 7 апреля 2002 года от осложнений, вызванных эмфиземой лёгких. Он был похоронен рядом с женой на Национальном кладбище Риверсайда.